# Sušica (otok)
Sušica je nenaseljeni otočić u hrvatskom dijelu Jadranskog mora. Nalazi se 30-ak metara od sjeverozapadnog dijela Levrnake zatvarajući sa sjevera uvalu Levrnaka. Visok je 21 m.
Njegova površina iznosi 0,058 km². Dužina obalne crte iznosi 1,24 km.

## Vanjske poveznice
|  | Zajednički poslužitelj ima još gradiva o temi Sušica (otok) |